# Sebastián de Almonacid

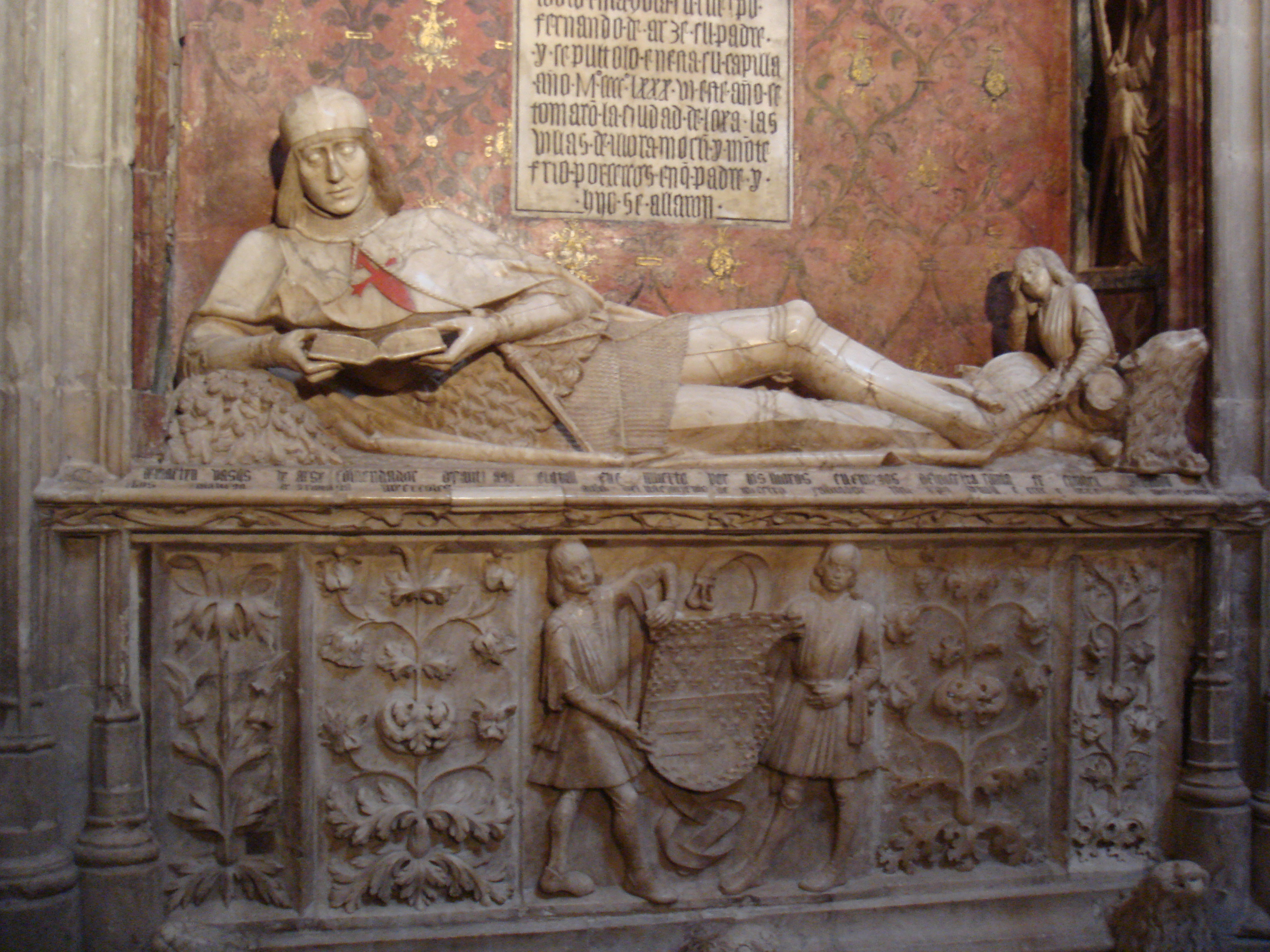
Sepulcro del Doncel en la catedral de Sigüenza, de autor desconocido, aunque atribuible al grupo de escultores en que se incluye a Sebastián de Almonacid.

Sebastián de Almonacid (Almonacid de Toledo, 1460-1526) fue un escultor español. Se suele identificar con Sebastián de Toledo, aunque no se sabe con seguridad si son la misma persona.

## Biografía
Es uno de los artistas que se asocia al llamado grupo Torrijos, formado por artistas vinculados entre sí y con esta ciudad, en torno al taller de Egas Cueman y la familia Egas, entre los que se encuentran Juan Guas, los hijos de Egas Cueman (Antón Egas y Enrique Egas) y Alonso de Covarrubias (también natural de Torrijos, que casó con una sobrina o nieta de los Egas).
Su actividad se desarrolla fundamentalmente en el centro de Castilla (zona en torno a Guadalajara, Segovia y Toledo), casi siempre trabajando junto a Juan Guas. También trabajó en Sevilla (entre 1509 y 1510).
Entre sus obras más importantes está el retablo de la capilla mayor de la Catedral de Toledo (en colaboración con un numeroso grupo de artistas, 1497-1504) y las esculturas yacentes de la capilla de Santiago o del Condestable Álvaro de Luna, en la misma catedral (junto con Pablo Ortiz). El nombre de Sebastián de Almonacid suele citarse entre los escultores que se han propuesto como posibles autores del Sepulcro del Doncel de Sigüenza.